# Ramundeboda landskommun
Ramundeboda landskommun var en tidigare  kommun i Örebro län. 

## Administrativ historik
Landskommunen inrättades i Bodarne socken i Grimstens härad i Närke när 1862 års kommunalförordningar trädde i kraft 1863. Namnet ändrades den 21 oktober 1910 till Ramundeboda. Enligt beslut den 31 december 1942 skulle samtliga stadsstadgor gälla i landskommunen. Ramundeboda landskommun ombildades 1946 till Laxå köping.
Området ingår sedan 1971 i Laxå kommun.

## Politik

### Mandatfördelning i Ramundeboda landskommun 1938-1942
| 3 | 19 |  | 2 |

| 23 |

| 3 | 20 | 2 |

| 24 |